# Wilhelm Ostwald
Wilhelm Ostwald (2. září 1853, Riga – 4. duben 1932, Lipsko) byl německý filozof a fyzikální chemik, nositel Nobelovy ceny za rok 1909. Je autorem Ostwaldova procesu pro výrobu kyseliny dusičné s použitím platiny a rhodia jako katalyzátorů. Zasloužil se o založení fyzikálně-chemické školy v Lipsku, pro kterou psal učebnice. Roku 1909 mu byla udělena Nobelova cena za chemii za jeho práci o katalýze (použito při výrobě kyseliny sírové), chemické rovnováze a reakční rychlosti.

## Život

### Raná léta
Friedrich Wilhelm Ostwald se narodil jako příslušník německé menšiny v Rize bednáři jménem Gottfried Wilhelm Ostwald (1824–1903) a jeho ženě Elisabeth Leuckelové (1824–1903). Měl dva bratry, kteří se jmenovali Eugen (1851–1932) a Gottfried (1855–1918).
Promoval na Univerzitě v Tartu v nynějším Estonsku v roce 1875 a v roce 1878 získal titul Ph.D. pod vedením Carla Schmidta. Poté vyučoval v Tartu (1875–1881) a v Rize (1881–1887).

### Výzkum
Udržoval čilou korespondenci s českým chemikem Františkem Waldem.

### Společenská angažovanost
Byl původně příznivcem esperanta, později se přiklonil na stranu příznivců jazyka ido, z esperanta vytvořeného, a hnutí jeho podporovatelů věnoval polovinu peněz z obdržené Nobelovy ceny. Založil také magazín Ida Progreso, což navrhoval už v roce 1908. Přijal za svou filosofii monismu a stal se v roce 1911 vůdčí osobností Monistické Aliance. V Alianci mimo jiné prosazoval sociální darwinismus, eugeniku a eutanazii. Ostwaldův monismus například ovlivnil i Carla Gustava Junga.

### Osobní život
24. dubna 1880 si Ostwald vzal za manželku Helene von Reyherovou (1854–1946), se kterou měl pět dětí:
- Grete
- Wolfgang
- Elisabeth
- Walter
- Carl Otto

V roce 1887 se přestěhoval do Lipska, kde pracoval po zbytek svého života. Jeho studenty byli kromě jiných Arthur Noyes a Willis Rodney Whitney. Ostwald zemřel v nemocnici v Lipsku 4. dubna 1932 a byl pohřben u svého domu v Großbothenu poblíž Lipska, poté byl převezen na hřbitov v Rize.

## Dílo
výběr
- Lehrbuch der allgemeinen Chemie in zwei Bänden. Engelmann. Leipzig 1885 und 1887.
- Grundriss der allgemeinen Chemie. Engelmann. Leipzig 1889.
- Hand- und Hilfsbuch zur Ausführung physiko-chemischer Messungen. Engelmann. Leipzig 1893.
- Die wissenschaftlichen Grundlagen der analytischen Chemie: elementar dargestellt. Engelmann. Leipzig 1894. Ostwald führt in diesem Buch die Begriffe Dissoziationskonstanten, Löslichkeitsprodukt, Ionenprodukt, Wasserstoffionenkonzentration und Indikatorgleichgewichte in die analytische Chemie ein.
- Elektrochemie: ihre Geschichte und Lehre. Veit, Leipzig 1894–1896.
- Grundlinien der anorganischen Chemie. Engelmann, Leipzig 1900.
- Die Schule der Chemie: erste Einführung in die Chemie für jedermann. Vieweg, Braunschweig 1903. Bd. 1. Allgemeines; Bd. 2. Die Chemie der wichtigsten Elemente und Verbindungen. 1904.
- Leitlinien der Chemie: 7 gemeinverständliche Vorträge aus der Geschichte der Chemie. Akademische Verlagsgesellschaft, Leipzig 1906.
- Prinzipien der Chemie: eine Einleitung in alle chemischen Lehrbücher. Akademische Verlagsgesellschaft, Leipzig 1907.
- Einführung in die Chemie: ein Lehrbuch zum Selbstunterricht und für höhere Lehranstalten. Franckh, Stuttgart 1910.
- Entwicklung der Elektrochemie in gemeinverständlicher Darstellung. Barth, Leipzig 1910.
- Die Mühle des Lebens: physikalisch-chemische Grundlagen der Lebensvorgänge. Thomas, Leipzig 1911.
- Die chemische Literatur und die Organisation der Wissenschaft. Akademische Verlagsgesellschaft, Leipzig 1919.